# Aartsbisdom Nueva Pamplona
Het aartsbisdom Nueva Pamplona (Latijn: Archidioecesis Neo-Pampilonensis) is een rooms-katholiek aartsbisdom met als zetel Pamplona, in Colombia. De aartsbisschop van Nueva Pamplona is metropoliet van de kerkprovincie Nueva Pamplona, waartoe ook de volgende suffragane bisdommen behoren:
- Arauca
- Cúcuta
- Ocaña
- Tibú

## Geschiedenis
Het aartsbisdom werd opgericht op 25 september 1835, als het bisdom Nueva Pamplona, uit delen van het aartsbisdom Santafé en Nueva Granada (het latere Bogotá), en was suffragaan aan het aartsbisdom Bogotá. Op 29 mei 1956 werd het verheven tot metropolitaan aartsbisdom. 

## Parochies
Het aartsbisdom had in 2021 een oppervlakte van 6.571 km2 en telde 237.000 inwoners waarvan 90,0% rooms-katholiek was.

## Ordinarii

### Bisschoppen
- José Jorge de Torres y Estans (21 november 1836 - 19 april 1853)
- José Luis Niño (27 mei 1856 - 12 februari 1864)
- Bonifacio Antonio Toscano (16 december 1864 - 18 november 1873)
- Indalecio Barreto (16 januari 1874 - 20 maart 1875)
- Ignacio Antonio Parra (17 september 1875 - 21 februari 1908)
- Evaristo Blanco (27 maart 1909 - 15 september 1915)
- Rafael Afanador y Cadena (5 juni 1916 - 29 mei 1956)
  - José de Jesús Martinez Vargas (hulpbisschop: 13 juli 1949 - 1951)
  - Norberto Forero y García (apostolisch administrator: 7 juli 1951 - 27 mei 1956)

### Aartsbisschoppen
- Bernardo Botero Álvarez (29 mei 1956 - 28 juni 1959)
- Aníbal Muñoz Duque (3 augustus 1959 - 30 maart 1968)
- Alfredo Rubio Diaz (27 maart 1968 - 28 februari 1978)
- Mario Revollo Bravo (28 februari 1978 - 25 juni 1984)
- Rafael Sarmiento Peralta (12 januari 1985 - 21 juni 1994)
- Víctor Manuel López Forero (21 juni 1994 - 27 juni 1998)
- Gustavo Martínez Frías (18 maart 1999 - 29 augustus 2009)
- Luis Madrid Merlano (30 maart 2010 - 6 juni 2018)
  - Jaime Cristóbal Abril González (hulpbisschop: 16 april 2016 - 18 november 2019)
- Jorge Alberto Ossa Soto (15 oktober 2019 - heden)

## Galerij van afbeeldingen

Wapen van het aartsbisdom Nueva Pamplona

Nueva Pamplona (aartsbisdom) · Arauca · Cúcuta · Ocaña · Tibú